# Quốc lộ 80
Quốc lộ 80 (tên cũ Tỉnh lộ 8) là con đường giao thông huyết mạch nối các tỉnh phía tây của Đồng bằng sông Cửu Long với phần còn lại của đồng bằng.
Quốc lộ 80 có độ dài khoảng 215 km, chạy qua địa phận các tỉnh: Vĩnh Long, Đồng Tháp, An Giang, Cần Thơ, Kiên Giang.
- Điểm đầu: Cầu Mỹ Thuận- thành phố Vĩnh Long.
- Điểm cuối: Cửa khẩu Hà Tiên.
- Lý trình: Thành phố Vĩnh Long (tỉnh Vĩnh Long), thị trấn Cái Tàu Hạ, Thành phố Sa Đéc, tuyến tránh Thành phố Sa Đéc, thị trấn Lai Vung, thị trấn Lấp Vò (Tỉnh Đồng Tháp), cầu Vàm Cống, quận Thốt Nốt (Thành phố Cần Thơ), thị trấn Thạnh An (thành phố Cần Thơ),thị trấn Vĩnh Thạnh (thành phố Cần Thơ), thị trấn Tân Hiệp, thành phố Rạch Giá, thị trấn Hòn Đất, thị trấn Kiên Lương và Thành phố Hà Tiên (tỉnh Kiên Giang).
- Toàn bộ tuyến quốc lộ đều được trải nhựa. Hiện tại, nhiều đoạn đường đã bị xuống cấp và cần đầu tư cải tạo, mở rộng. Hiện trên tuyến quốc lộ nhiều cầu, cống đã xuống cấp, khi hoàn thành đoạn quốc lộ 80 sẽ rất thuận lợi cho việc di chuyển và vận chuyển hàng hóa từ các tỉnh Kiên Giang, An Giang, Đồng Tháp đến các vùng khác của đồng bằng.

## Lịch sử
Quốc lộ được xây đựng từ năm 1926, sau khi hoàn thành công trình đào Kênh Cái Sắn (1923) và khai thông năm 1931.
Thời Pháp thuộc, nó vốn là một phần của con "đường thuộc địa số 4". Dưới thời Việt Nam Cộng hòa, nó được đổi thành liên tỉnh lộ 8 (LTL8). Những năm 1969 – 1973, con đường này được sửa chữa nâng cấp một đoạn từ Mỹ Thuận đến thị xã Sa Đéc, phần còn lại được nắn lại vài nơi (Hoà Long – Simonard).

## Quốc lộ 80B
Quốc lộ 80B là tuyến quốc lộ chạy qua địa bàn hai tỉnh: Đồng Tháp và An Giang kết thúc tại cửa khẩu Vĩnh Xương.
Quốc lộ 80B có điểm đầu kết nối với quốc lộ 80 thuộc địa bàn xã Tân Phú Đông, thành phố Sa Đéc và điểm cuối tại cửa khẩu Vĩnh Xương, thị xã Tân Châu.
Quốc lộ 80B đi qua các địa phương: thành phố Sa Đéc, huyện Lấp Vò của tỉnh Đồng Tháp và huyện Chợ Mới, huyện Phú Tân, thị xã Tân Châu của tỉnh An Giang.
Các tuyến đường tỉnh ĐT.942, ĐT.954, ĐT.953, ĐT.952 địa phận tỉnh An Giang đã được điều chỉnh thành Quốc lộ 80B tại Quyết định số 83/QĐ-BGTVT ngày 26/01/2024 của Bộ GTVT với tổng chiều dài khoảng 90,77 km và tiếp tục khai thác bến phà Thuận Giang.